# 志村史夫
志村 史夫（しむら ふみお、1948年7月19日 - ）は、日本の物理学者。
ノースカロライナ州立大学終身教授 (Tenured Professor) 、応用物理学会フェロー･終身会員、日本文藝家協会会員。

## 人物・来歴
東京都豊島区駒込生まれ。1967年埼玉県立浦和高等学校卒業、1972年名古屋工業大学窯業工学科卒業、1974年同大学大学院修士課程修了（無機材料工学）。1982年「シリコン単結晶中の不純物酸素および微小欠陥に関する研究」で名古屋大学工学博士（応用物理）。
1974年日本電気中央研究所、1983年モンサント・セントルイス研究所、1987年ノースカロライナ州立大学教授 (Tenure:終身在職権付) 。
物理学、半導体関係の専門書、教科書のほかに一般向け著書も多数あり、2002年（平成14年）日本工学教育協会賞・著作賞を受賞した。
半導体結晶が専門だが、古代文明、自然哲学、基礎物理学、生物機能などに興味を拡げている。

## 著書
- 『ある彷徨の果てに』（塔の会） 1973
- 『砂からエレクトロザウルスへ 魔法の石・シリコン』（東明社） 1986
- 『SEMICONDUCTOR SILICON CRYSTAL TECHNOLOGY』（Academic Press） 1989
- 『「ハイテク国家」日本のアキレス腱 90年代の繁栄を阻むものは何か』（太陽企画出版） 1991
- 『体験的・日米摩擦の文化論』（丸善ライブラリー） 1992
- 『ハイテク国家・日本の「知的」選択』（講談社） 1993
- 『半導体シリコン結晶工学』（丸善） 1993
- 『OXYGEN IN SILICON』（Academic Press） 1994
- 『ここが知りたい半導体 現代を支える魔法の石』（講談社ブルーバックス） 1994
- 『ハイテク・ダイヤモンド 半導体ダイヤからフラーレンまで』（講談社ブルーバックス） 1995
- 『理科系の英語』（丸善ライブラリー） 1995
- 『理科系の英語読本』（丸善ライブラリー） 1995
- 『五重塔の日本 質・美・総の時代』（東明社） 1996
- 『目覚めよ日本!』（致知出版社） 1996
- 『理科系のための英語プレゼンテーションの技術』（ジャパンタイムズ） 1996
- 『古代日本の超技術 あっと驚くご先祖様の智恵』（講談社ブルーバックス） 1997
- 『材料科学工学概論』（丸善） 1997
- 『文明と人間 科学・技術は人間を幸福にするか』（丸善ブックス） 1997
- 『固体電子論入門 半導体物理の基礎』（丸善） 1998
- 『したしむ振動と波』（朝倉書店、したしむ物理工学） 1998
- 『いま『武士道』を読む 21世紀の日本人へ』（丸善ライブラリー） 1999、のち改題『いま新渡戸稲造「武士道」を読む』（三笠書房、知的生きかた文庫）
- 『したしむ量子論』（朝倉書店、したしむ物理工学） 1999
- 『生物の超技術 あっと驚く木や虫たちの智恵』（講談社ブルーバックス） 1999
- 『したしむ固体構造論』（朝倉書店、したしむ物理工学） 2000
- 『したしむ熱力学』（朝倉書店、したしむ物理工学） 2000
- 『いやでも物理が面白くなる 交通信号「止まれ」はなぜどこの国でも赤なのか?』（講談社ブルーバックス） 2001
- 『こわくない物理学 物質・宇宙・生命』（新潮社） 2002、のち文庫
- 『したしむ電子物性』（朝倉書店、したしむ物理工学） 2002
- 『「理科系の頭」で考える技術』（三笠書房） 2002
- 『理科系のための英語力強化法』（ジャパンタイムズ） 2002
- 『文科系のための科学・技術入門』（ちくま新書） 2003
- 『「水」をかじる』（ちくま新書） 2004
- 『「考える知恵」がつく本』（三笠書房、知的生きかた文庫） 2005
- 『理科系のための英語リスニング』（ジャパンタイムズ） 2005
- 『理科系のための英文法』（ジャパンタイムズ） 2006
- 『アインシュタイン丸かじり 新書で入門』（新潮新書） 2007
- 『したしむ表面物理』（朝倉書店、したしむ物理工学） 2007
- 『だれでも数学が好きになる!』（ランダムハウス講談社） 2007
- 『数学指南 徹底的に微分積分がわかる』（裳華房） 2008
- 『漱石と寅彦 落椿の師弟』（牧野出版） 2008
- 『寅さんに学ぶ日本人の「生き方」 世の中、銭金、勝ち負けだけじゃ哀しい』（扶桑社） 2008
- 『環境問題の基本のキホン 物質とエネルギー』（ちくまプリマー新書） 2009
- 『人間と科学・技術』（牧野出版） 2009
- 『文系?理系? 人生を豊かにするヒント』（ちくまプリマー新書） 2009
- 『ITは人を幸せにしない 21世紀の幸福論』（ワニブックスPLUS新書） 2010
- 『自然現象はなぜ数式で記述できるのか』（PHPサイエンス・ワールド新書） 2010
- 『ゼロからわかる物理』（丸善出版） 2011
- 『物理学者が教える筋道たてて考える技術 いかに本質をつかみ、問題を解決するか?』（大和出版） 2012
- 『古代世界の超技術 あっと驚く「巨石文明」の智慧』（講談社ブルーバックス） 2013
- 『スマホ中毒症 「21世紀のアヘン」から身を守る21の方法』（講談社+α新書） 2013
- 『一流の研究者に求められる資質』（牧野出版） 2014
- 『木を食べる』（牧野出版） 2015
- 『社会人のための物理学 1 (古典物理学)』（牧野出版） 2015
- 『社会人のための物理学 2 (物質とエネルギー)』（牧野出版） 2015
- 『「ハイテク」な歴史建築』（ベスト新書） 2016
- 『勉強ギライな子供に「勉強の面白さ」を伝える方法』（ワニブックスPLUS新書） 2016
- 『日本人の誇り「武士道」の教え』（ワニブックスPLUS新書） 2017
- 『理系のための「実践英語力」習得法』（講談社ブルーバックス） 2018
- 『いやでも数学が面白くなる』（講談社ブルーバックス） 2019

### 共著・監修
- 『したしむ電磁気』（小林久理眞共著、朝倉書店） 1998
- 『したしむ磁性』（小林久理眞共著、朝倉書店） 1999
- 『したしむ物理数学』（小林久理眞共著、朝倉書店） 2003
- 『図説 古代文明の超技術 いにしえの「すごい技術」の謎に迫る!』（監修、洋泉社MOOK） 2015
- 『図説 生物たちの超技術』（監修、洋泉社） 2015
- 『古代日本の伝統技術』（監修、宝島社） 2017

## 翻訳
- 『理科系の英文技術』（Michael Alley、編訳、朝倉書店） 1998
- 『アインシュタイン 希望の言葉』（監修・訳、ワニ・プラス） 2011
- 『アインシュタイン 人生を変える言葉101』（監修・編訳、宝島社） 2016

## 論文
- 志村史夫